# Kaloryzowanie
Kaloryzowanie, naglinowywanie, aluminiowanie dyfuzyjne – rodzaj obróbki cieplnej polegającej na nasycaniu przypowierzchniowej warstwy przedmiotu glinem. Są trzy podstawowe sposoby kaloryzowania, które w zależności od ośrodka, w którym się je przeprowadza, można podzielić na:
- gazowe (w temp. 900–1000 °C),
- w ośrodku stałym (w temp. 900–1000 °C),
- w ośrodku ciekłym – tzw. kąpieli aluminiowej (w temp. 750–800 °C).

Kaloryzowanie przeprowadza się głównie w celu zabezpieczenia przedmiotów (wykonanych głównie ze stali) przed korozją, gdyż glin w zetknięciu z powietrzem wytwarza szybko tlenki, które uniemożliwiają dalszy postęp korozji (tzw. pasywacja).